# Dagsås
Dagsås är kyrkbyn i Dagsås socken i Varbergs kommun. Fram till och med år 2005 klassades byn som en småort.
Dagsås kyrka är från 1914 och ersatte då en nedbrunnen medeltida kyrka.

## Befolkningsutveckling
| Befolkningsutvecklingen i Dagsås 1990–2005 | Befolkningsutvecklingen i Dagsås 1990–2005 | Befolkningsutvecklingen i Dagsås 1990–2005 | Befolkningsutvecklingen i Dagsås 1990–2005 | Befolkningsutvecklingen i Dagsås 1990–2005 |
| ------------------------------------------ | ------------------------------------------ | ------------------------------------------ | ------------------------------------------ | ------------------------------------------ |
|                                            |                                            |                                            |                                            |                                            |
| År                                         |                                            |                                            | Folkmängd                                  |                                            |
| 1990                                       | 1990                                       |                                            | 64                                         |                                            |
| 1995                                       | 1995                                       |                                            | 61                                         |                                            |
| 2000                                       | 2000                                       |                                            | 58                                         |                                            |
| 2005                                       | 2005                                       |                                            | 52                                         |                                            |
|                                            |                                            |                                            |                                            |                                            |